# West Ruislip (Metropolitano de Londres)

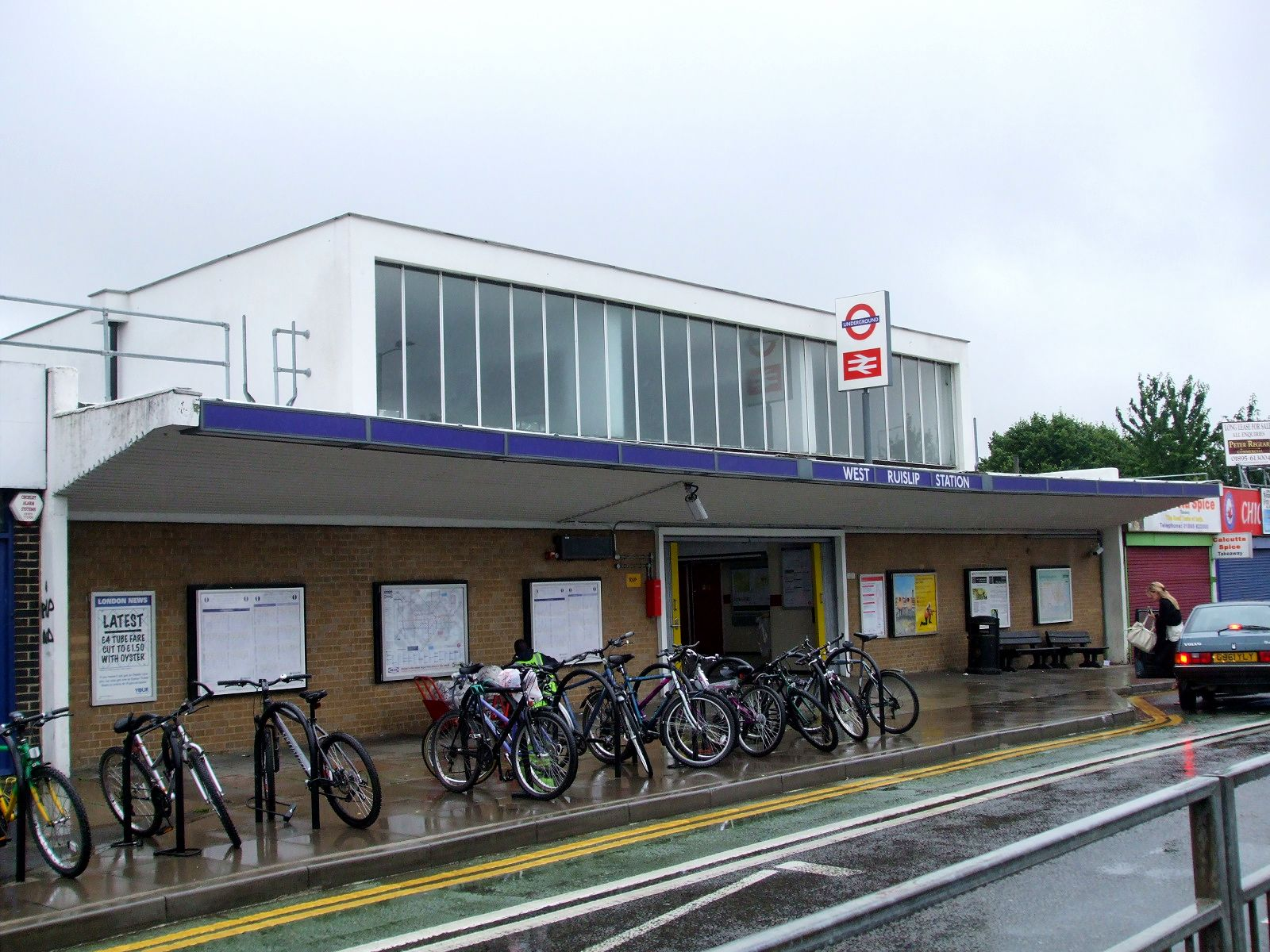
Acesso a estação.

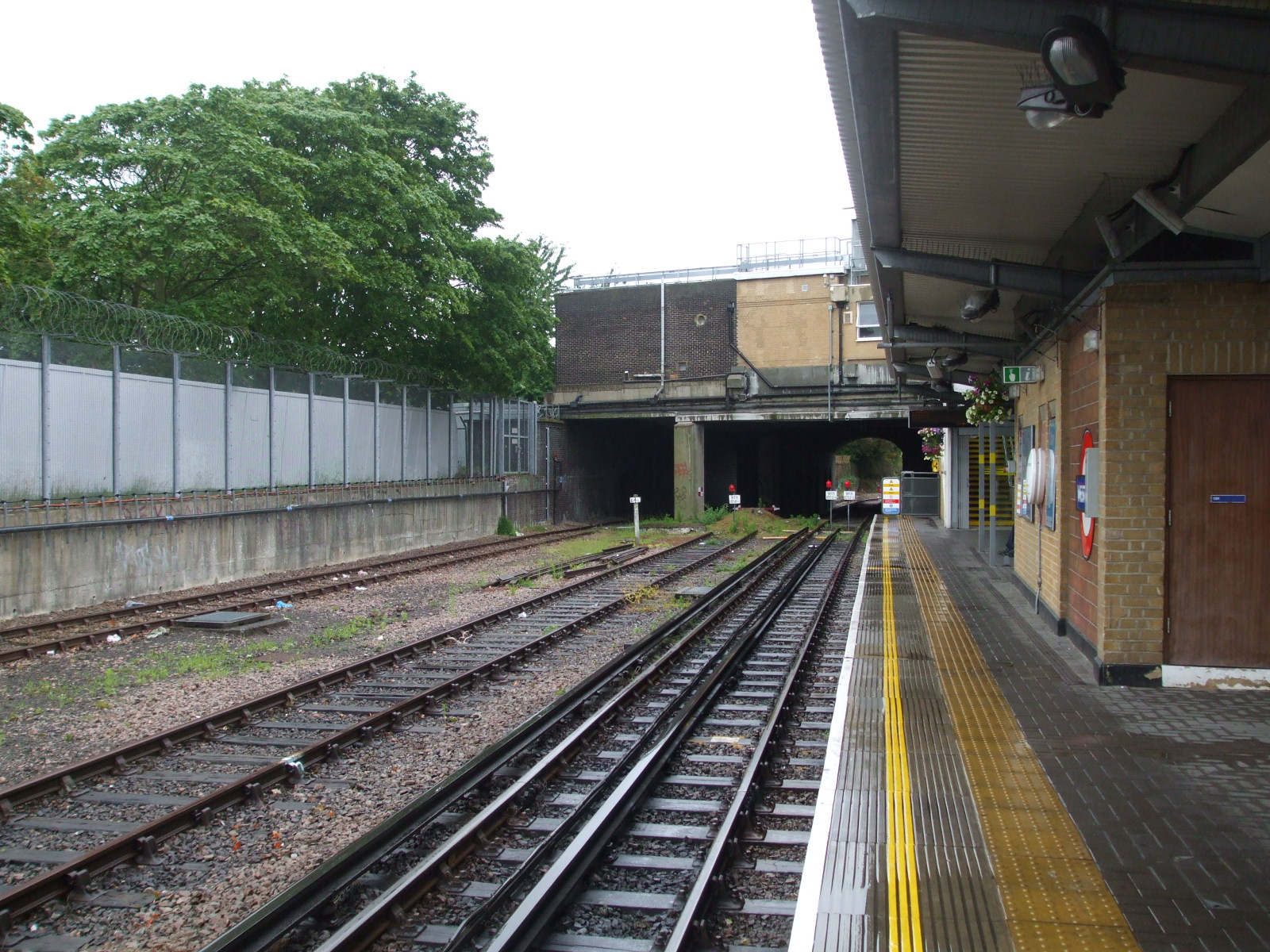
Plataforma de embarque.

West Ruislip é uma estação na Ickenham High Road, nas proximidades de Ickenham e oeste de Ruislip, no bairro londrino de Hillingdon na Grande Londres. É atendida pelos trens da London Underground (LU) e National Rail em plataformas independentes. É a estação final ocidental do ramal West Ruislip da linha Central; Ruislip Gardens é a próxima estação de metrô em direção ao centro de Londres.
Em 2011, pelo local passaram 1,60 milhão de passageiros que utilizaram o serviço metroviário, mais 344 mil passageiros do serviço ferroviário.